# Visaginas
Visaginas är en stad i nordöstra Litauen. 
Staden anlades 1975 då kärnkraftverket Ignalina började byggas. Ungefär 5 000 av invånarna arbetade på Ignalina. Men när Litauen sökte EU-medlemskap måste kärnkraftverket stängas. Den sista reaktorn togs ur drift 31 december 2009.
Staden hette ursprungligen Sniečkus, efter Antanas Sniečkus, ledare för kommunistpartiet i Litauen 1940-1974, men döptes om till Visaginas efter en närliggande sjö 1992. Orten fick stadsrättigheter 1995, vilket gör Visaginas till Litauens yngsta stad.
2005 hade staden 29 554 invånare, vilket 2011 hade sjunkit till 22 361. 2011 utgjorde ryssar 52,16% av befolkningen (11 664), litauer 18,27% (4 086), vitryssar 9,89% (2 211) och polacker 9,32% (2 084). Slutligen utgjorde ukrainare 5,16% av befolkningen (1 154).